# Prix de poésie Sowol
Le Prix de poésie Sowol (소월시문학상) est un prix littéraire sud-coréen.
Créé par la société d'édition Munhak Sasang en 1986, il est nommé en l'honneur du poète coréen Kim So-wol (1902-1934), pionnier de la poésie moderne en Corée.

## Liste des lauréats
| Année | Lauréat          | Œuvre                                         |
| ----- | ---------------- | --------------------------------------------- |
| 1986  | Oh Sae-young     | 그릇 1                                        |
| 1987  | Song Soo-kwon    | 우리 나라의 숲과 새들                         |
| 1988  | Chung Ho-sung    | 임진강에서                                    |
| 1989  | Lee Seong-bok    | 숨길 수 없는 노래, Ah, les choses sans bouche |
| 1990  | Kim Seung-hee    | 떠도는 환유                                   |
| 1991  | Cho Jung-kwon    | 山頂墓地, L'escalade du sommet                |
| 1992  | Kim Myeong-in    | 화엄에 오르다                                 |
| 1993  | Hwang Ji-u       | 뼈저린 후회                                   |
| 1994  | Im Young-jo      | 고도를 위하여                                 |
| 1995  | Chun Yang-hee    | 단추를 채우면서                               |
| 1996  | Moon Chung-hee   | 키 큰 남자를 보면                             |
| 1997  | Kim Yong Taik    | 사람들은 왜 모를까                            |
| 1998  | Ahn Do-hyun      | 고래를 기다리며                               |
| 1999  | Kim Jeong-lan    | 사랑으로 나는                                 |
| 2000  | Kim Hyesoon      | 잘 익은 사과, Une pauvre machine d'amour      |
| 2001  | Ko Jae-jong      | 백련사 동백숲길에서                           |
| 2002  | Lee Moon-jae     | 지구의 가을                                   |
| 2003  | Chung Il-geun    | 둥근, 어머니의 두레밥상                       |
| 2004  | Park Chung-dae   | 아무르 강가에서                               |
| 2005  | Park Joo-taek    | 시간의 동공                                   |
| 2006  | Moon Taejun      | 그맘때에는                                    |
| 2007  | Ra Heeduk        | 섶섬이 보이는 방                              |
| 2008  | Chung Keut-byeol | 크나큰 잠                                     |
| 2009  | Park Hyung-joon  | 가슴의 환한 고동 외에는                       |
| 2010  | Song Jae-hak     | 공중                                          |
| 2011  | Bae Han-bong     | 복사꽃 아래 천년                              |
| 2012  | Lee Jae-moo      | 길 위의 식사                                  |
| 2013  | Yoo Hong-joon    | 북천-까마귀                                   |